# 英格蘭及威爾斯首席法官
英格蘭及威爾斯首席法官（英語：Lord Chief Justice of England and Wales）是英國英格蘭及威爾斯兩地司法機構和各級法院的首長，對兩地各級法官作出監督。傳統上，在英格蘭及威爾斯的法院當中，首席法官地位僅次於大法官，但自從《2005年憲制改革法令》在2006年4月3日生效後，大法官的司法職能遭到移除，才使首席法官取而代之。
首席法官也身兼英格蘭及威爾斯上訴法院刑事法庭庭長，在《2005年憲制改革法令》生效以前更身兼英格蘭及威爾斯高等法院皇座法庭庭長，隨後因落實改革才改由新設立的皇座法庭所屬分庭庭長行使有關職權。根據《2005年憲制改革法令》，首席法官人選是由司法任命委員會轄下一個特別委任的委員會推薦和挑選的。

## 外部連結
- Information on the Lord Chief Justice from judiciary.gov.uk
- Thought Economics Interview with The Rt. Hon Lord Woolf of Barnes, Lord Chief Justice of England and Wales from 2000-2005 On the concept of Justice.